# Reus Futbol Club Reddis
El Reus Fútbol Club Reddis, también conocido simplemente como Reus F. C., es un club de fútbol de la ciudad de Reus, Tarragona, España. Actualmente compite en la Segunda Federación - Grupo III.

## Historia
El club fue fundado en 1922 como Futbol Club Catalunya tras la fusión de Unió Esportiva y Català. En los años 30 pasó a llamarse Catalunya Nova, y tras la Guerra civil española adoptó el nombre de Club Deportivo Nacional por imposición del régimen. En 1941 se renombró como Club de Fútbol Reddis, denominación que mantuvo durante 80 años y que provenía de la palabra latina que dio origen al nombre de Reus y a una marca de motocicletas local. Junto a ese movimiento se adoptaron los colores azul y blanco como los propios de la entidad.

### Fundación y primeros años (1922–1941)
En 1922 se funda el Futbol Club Catalunya tras la fusión de los clubes Unió Esportiva y Catalá, esto en una época en la que comenzaron a desarrollarse distintos clubes de fútbol en todo el territorio español. En la década de 1930 el equipo pasó a llamarse Catalunya Nova, denominación que mantuvo hasta el final de la Guerra civil española. Al finalizar el conflicto militar, el club fue forzado a cambiar su nombre debido a las nuevas disposiciones del gobierno español, por lo que pasó a llamarse Club Deportivo Nacional. Finalmente en 1941 pasó a llamarse Club de Fútbol Reddis, denominación que mantuvo durante 80 años y que provenía de la palabra latina que dio origen al nombre de Reus y a una marca de motocicletas local. Junto a ese movimiento se adoptaron los colores azul y blanco como los propios de la entidad.

### Etapa regional y rol secundario (1941–2015)
Desde su creación el equipo se mantuvo principalmente en las categorías regionales del fútbol catalán, lo que aunado al auge del Club de Futbol Reus Deportiu relegó al Reddis a convertirse en un equipo secundario en la ciudad de Reus respecto al fútbol, aunque el club también mantenía otras secciones deportivas, como la dedicada al excursionismo.
Durante algunos periodos el C.F. Reddis funcionó como el equipo filial del Reus Deportiu, por lo que la plantilla blanquiazul solía contar con jugadores procedentes del cuadro rojinegro; sin embargo, la relación entre ambos clubes finalizó en 2015 debido a que el Deportiu dejó de aportar futbolistas para enfocarse en su nuevo filial con sede en Cambrils, ya que la directiva del Reddis rechazó la opción de convertir al club en el Reus Deportiu "B", lo que habría significado la desaparición del club.

### Crisis del Reus Deportiu y reorganización del fútbol local (2018–2022)
En 2018 el Reus Deportiu entró en una crisis financiera que lo llevó a ser apartado de las competiciones deportivas, hasta llegar a la disolución del club en octubre de 2020. Tras este suceso el C.F. Reddis se convirtió en el equipo principal de Reus.

### Ascenso a competiciones nacionales (2022–presente)
En 2021 se iniciaron las conversaciones entre el C.F. Reddis, la Fundació Futbol Base Reus (antiguo fútbol base del CF Reus Deportiu) y la Plataforma d’Aficionats Sempre Reus 1909 para llegar a un acuerdo que permitiera el resurgimiento del fútbol local. El primer curso de este proyecto, 2021-22, el equipo se encontraba en Segunda Catalana. En el campeonato regular quedaron campeones después de 17 victorias, 3 empates y 2 derrotas. En la liga de ascenso se enfrentaron a CD Tortosa, Cambrils Unió, CF Canonja, CF Ampolla y UE Aldeana y volvieron a quedar primeros, por lo que ascendieron. junto al Cambrils (consiguieron 25 puntos tras 8 victorias, 1 empate y 1 derrota). 
En junio de 2022 la asamblea de socios del C.F. Reddis aprobó el acuerdo logrado entre las tres partes, por lo que el equipo pasó a llamarse Reus Futbol Club Reddis. Tras este cambio el club adoptó los colores rojo y negro como los principales de la entidad y dejaron el azul y el blanco como los colores visitantes, aunque se conservaron en una parte del nuevo escudo. Sin embargo, la adopción oficial de nombre y escudo se llevó a cabo al iniciar la temporada 2023-2024. Con este cambio el equipo también pasó a utilizar el Estadio Municipal de Reus, estadio principal de la ciudad y antigua sede del Reus Deportiu.
En el curso 2022-23, los rojinegros acabaron la primera vuelta en segunda posición a dos puntos de la UE Valls, el otro candidato al ascenso, pero cuajaron una segunda vuelta perfecta donde certificaron el ascenso a Tercera RFEF a falta de dos jornadas para el final del campeonato. Al haber quedado campeón de su grupo de Primera Catalana, jugaron el Campeonato de Cataluña Amateur. El sorteo decidió que se enfrentaran al CFJ Mollerussa, el equipo que más puntos había conseguido de toda la primera catalana. En el partido disputado en el Estadio Municipal de Reus, el Reus consiguió el pase a la final después de superar al conjunto ilerdense en la tanda de penaltis. En la final disputada en Camp de Futbol Torrent de Llops de Martorell, el Reus cayó derrotado ante el FC L'Escala en la tanda de penaltis. 
En su primera temporada como Reus FC Reddis el equipo consiguió el campeonato del Grupo 3 de la Primera Catalana y el consecuente ascenso a Tercera Federación, por lo que el club alcanzó la categoría nacional por primera vez en su historia, lo que representó además el regreso de la ciudad de Reus a competición estatal después de cuatro años sin presencia en el fútbol español.
En la temporada 2024-25, el Reus FC Reddis mejoró su desempeño y finalizó la temporada regular en la primera posición del Grupo V, tras un enfrentamiento crucial con el filial del Girona F. C.. Este duelo terminó con una victoria del Reus FC Reddis por 3 goles a 0. Con una ventaja de quince puntos sobre el filial gironí el 6 de abril de 2025 el Reus logró el ascenso a la Segunda Federación tras derrotar por 1-3 al Centro Parroquial San Cristóbal, siendo además el primer equipo que consiguió la promoción de categoría en esa temporada de la Tercera Federación.

## Símbolos

### Escudo

#### La silueta
Una forma exterior que reinterpreta la llama de Reus y acoge a todos aquellos que desean vincularse a un proyecto de futuro.

#### El centenario
Un pilar blanco y azul en la parte inferior, que simboliza el papel fundamental de un centenario CF Reddis que también se relanza.

#### El símbolo
Una rosa, símbolo de la ciudad, que dialoga con la forma de la pelota. El punto negro refuerza la vinculación entre el club, la ciudad y el fútbol.

#### Los colores
Una estructura de franjas rojo y negras, con una franja negra inferior horizontal que representa la primera equipación. Las tres franjas rojas simbolizan el papel de las partes implicadas en la evolución como club.

## Indumentaria
- Primera equipación: camiseta a franjas horizontales rojas y negras, acompañada de pantalón y medias negras.
- Segunda equipación: camiseta blanca con detalles en azul y diseño tipo mosaico, con pantalón y medias azules.
- Tercera equipación: camiseta naranja fluorescente lisa, acompañada de pantalón y medias negras.
- Patrocinador:
- Firma deportiva: Joma

## Estadio
El Reus Fútbol Club Reddis disputa sus partidos como local en el Estadio municipal de Reus, el cual tiene una capacidad para 4.447 espectadores.
Durante la etapa anterior al cambio de identidad, el equipo jugaba sus partidos en el Campo de la Avenida de Tarragona, el cual es conocido como Campo C.F. Reddis.

## Palmarés

### Torneos nacionales
- Tercera Federación (1): 2024-25

### Torneos regionales
- Primera Catalana (1): 2022-23
- Segunda Catalana (1): 2021-22

## Datos del club
- Temporadas en 2 RFEF:
- Temporadas en 3 RFEF: 2.
- Participaciones en Copa del Rey:
- Mejor puesto en Copa del Rey:

### Estadísticas en liga
| Competición        | Temp. | PJ | PG | PE | PP | GF | GC | Puntos |
| ------------------ | ----- | -- | -- | -- | -- | -- | -- | ------ |
| Tercera Federación | 2     | 68 | 34 | 15 | 19 | 89 | 59 | 117    |

 Actualizado hasta la temporada 2024-25 incluida.

### Jugadores
| Máximos goleadores | Máximos goleadores | Máximos goleadores | Más partidos disputados | Más partidos disputados         | Más partidos disputados |
| ------------------ | ------------------ | ------------------ | ----------------------- | ------------------------------- | ----------------------- |
| 1.                 | Pol Benito Casas   | 16 goles           | 1.                      | Fernando Nicolás Díaz Gutiérrez | 104 partidos            |

Nota: En negrita los jugadores aún activos en el club.

## Organigrama deportivo

### Entrenadores
| Entrenador    | Período  |
| ------------- | -------- |
| Marc Carrasco | 2021-Act |

### Altas y bajas 2025-26
| Francisco Carbià Barrera | Extremo izquierdo | Real Balompédica Linense | Libre | 0€ |
| Daniel Homet Ruiz        | Delantero centro  | C. F. Badalona           | Libre | 0€ |
| Daniel Parra Bové        | Portero           | Lleida C. F.             | Libre | 0€ |
| Guillermo Torres Gómez   | Defensa central   | U.E. Sant Andreu         | Libre | 0€ |
| Raúl Ronda Gabandé       | Lateral izquierdo | C. F. J. Mollerussa      | Libre | 0€ |
| Miquel Ustrell Martorell | Mediocentro       | C. E. Sabadell F. C.     | Libre | 0€ |

| Alejandro Verdejo Quero         | Portero           | Atlético Saguntino | Libre | 0€ |
| Hugo Moreno Torres              | Mediocentro       | ?                  | Libre | 0€ |
| Fernando Nicolás Díaz Gutiérrez | Mediocentro       | C. F. Canonja      | Libre | 0€ |
| Pol Benito Casas                | Extremo izquierdo | Atlético Saguntino | Libre | 0€ |
| Pedro José Martín Moreno        | Delantero centro  | RETIRADA           | Libre | 0€ |
| Hugo Moreno Torres              | Mediocentro       | ?                  | Libre | 0€ |
| Pau Russo Aran                  | Mediocentro       | ?                  | Libre | 0€ |

- Con * los movimientos del mercado de invierno

### Directiva

#### Información organizativa
- Presidente
  - Xavier Roig Rovira
- Vicepresidentes
  - Arnau Viñas Aliau
  - Francisco Serrano Granados
- Secretario
  - Batista Sugrañes Liñana
- Tesorero
  - Antoni Ferran Huguet
- Vocales
  - Mark Wilson
  - Pau Beltran Rodeles
  - Miquel Altamirano Martínez
  - Rafa Gisbert López-Cózar
  - Joan Vilella Escute
  - Alexis Gómez Pascua
  - Javi San Felipe Gahete

## Presidentes del club
| Período  | Presidentes |
| -------- | ----------- |
| 2022-Act | Xavier Roig |

## Peñas
- Redblacks
- Front Reusenc
- Troopers Reus
- Sudakas